# Куст (коммуна)
Куст (фр. Coust) — коммуна во Франции, находится в регионе Центр. Департамент — Шер. Входит в состав кантона Шарантон-дю-Шер. Округ коммуны — Сент-Аман-Монтрон.
Код INSEE коммуны — 18076.

## География
Коммуна расположена приблизительно в 250 км к югу от Парижа, в 145 км южнее Орлеана, в 50 км к югу от Буржа.
По территории коммуны протекает небольшая река Шиньон, а вдоль юго-западной границы — река Шер.

## Население
Население коммуны на 2008 год составляло 465 человек.
| 1962 | 1968 | 1975 | 1982 | 1990 | 1999 | 2008 |
| ---- | ---- | ---- | ---- | ---- | ---- | ---- |
| 525  | 525  | 518  | 460  | 506  | 475  | 465  |

## Администрация
| Период | Период | Фамилия         | Партия | Примечания |
| ------ | ------ | --------------- | ------ | ---------- |
| 1965   | 1995   | Ги Патё         |        |            |
| 1995   | 2001   | Фернан Роже     |        |            |
| 2001   | 2014   | Филипп Окутюрье |        |            |

## Экономика
Основу экономики составляют лесное и сельское хозяйство.
В 2007 году среди 272 человек в трудоспособном возрасте (15-64 лет) 181 были экономически активными, 91 — неактивными (показатель активности — 66,5 %, в 1999 году было 62,0 %). Из 181 активных работали 168 человек (98 мужчин и 70 женщин), безработных было 13 (8 мужчин и 5 женщин). Среди 91 неактивных 13 человек были учениками или студентами, 41 — пенсионерами, 37 были неактивными по другим причинам.

## Достопримечательности
- Церковь Нотр-Дам[фр.] (XII век). Исторический памятник с 1911 года[3]
- Крест на кладбище (1472 год). Исторический памятник с 1892 года[4]
- Замок Бонне[фр.] (XV век)
- Замок Крёзе[фр.] (XIV век)

## Фотогалерея

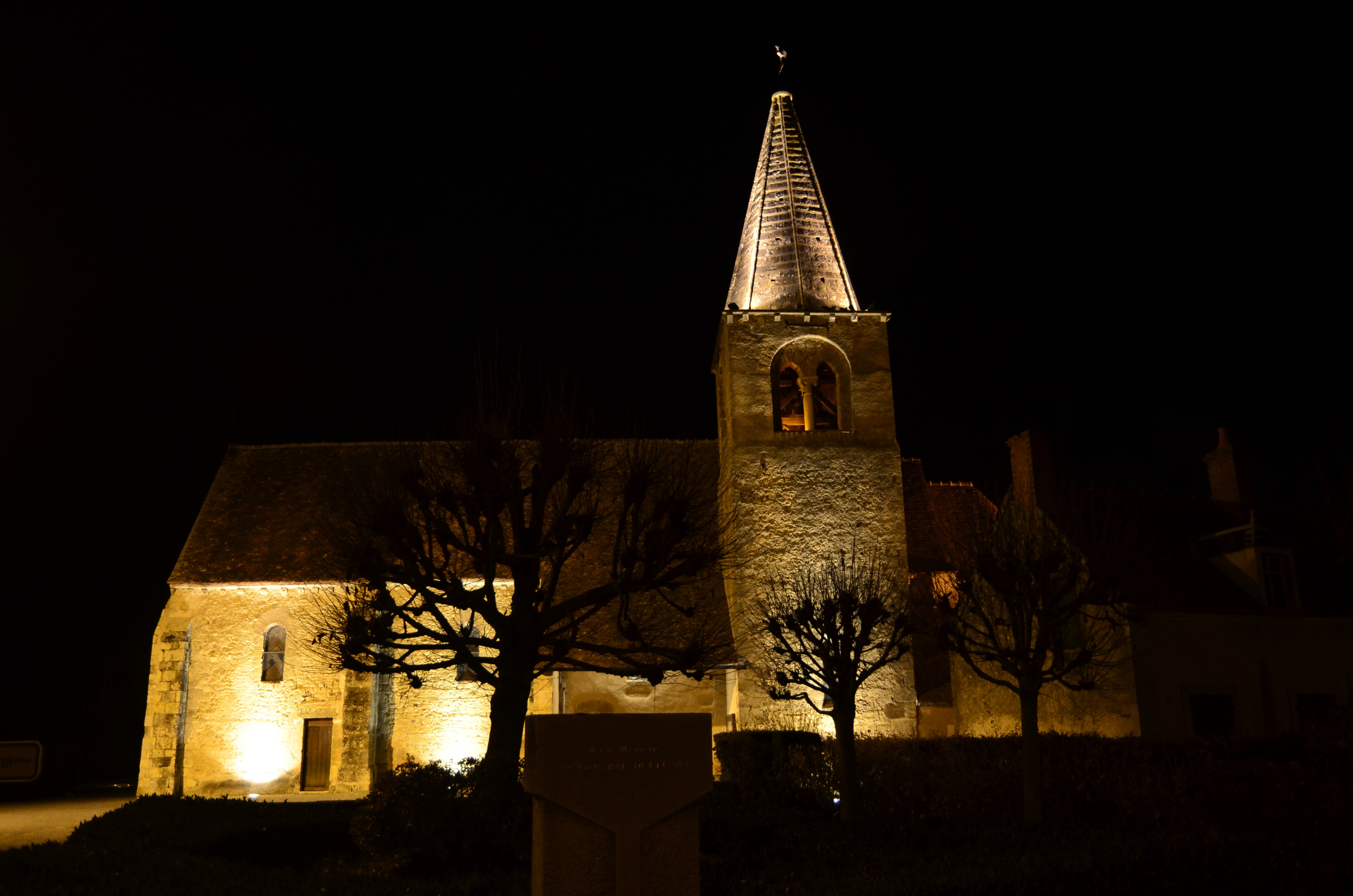
Церковь Нотр-Дам
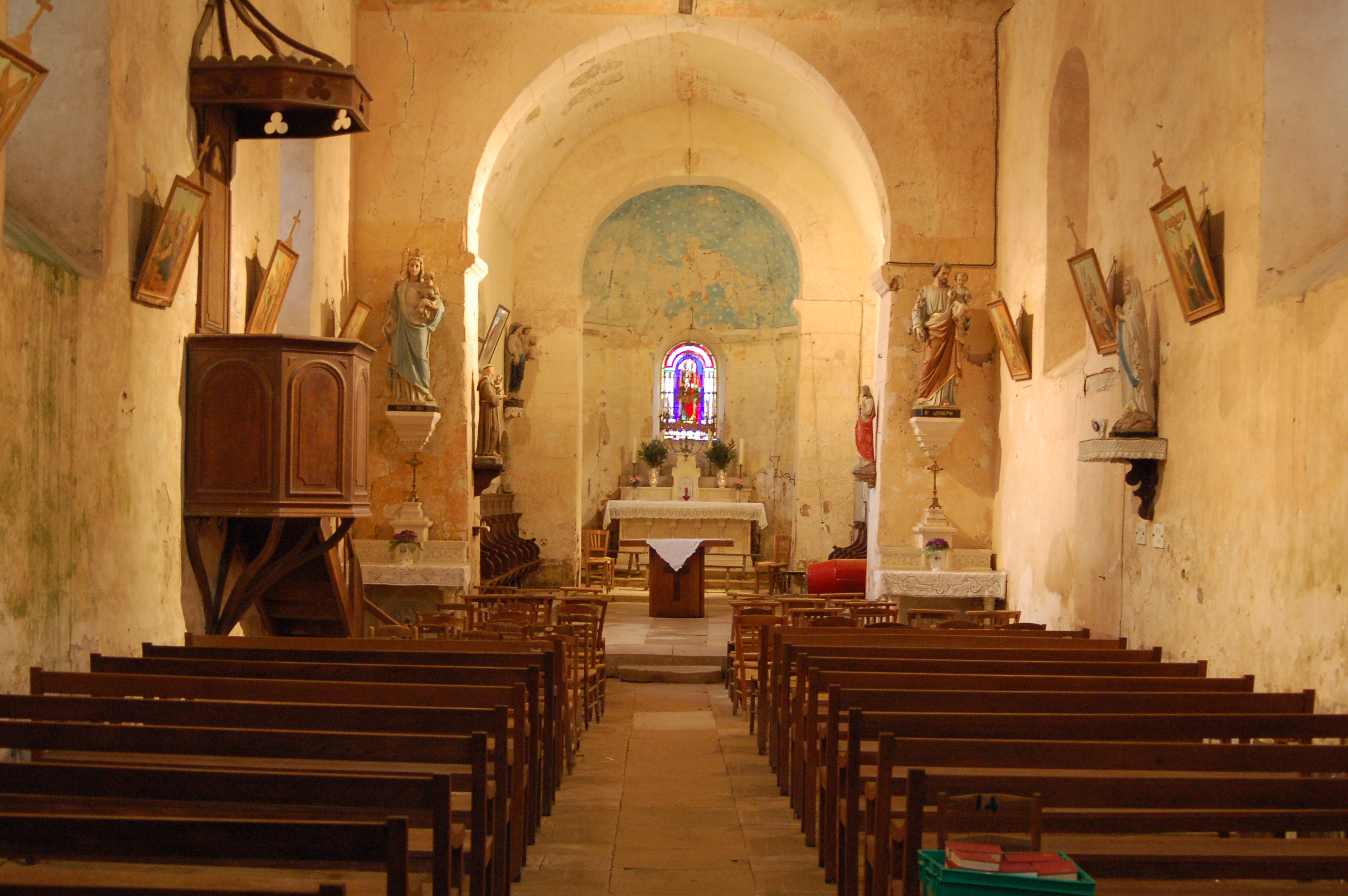
Интерьер церкви Нотр-Дам
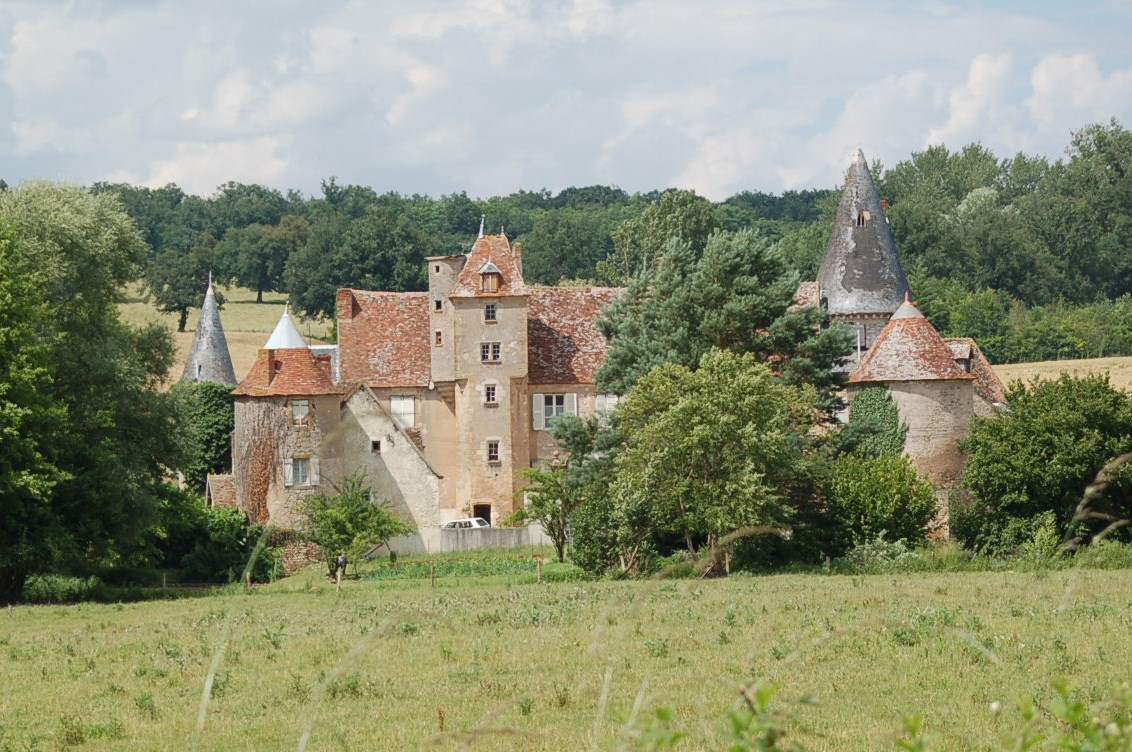
Замок Бонне
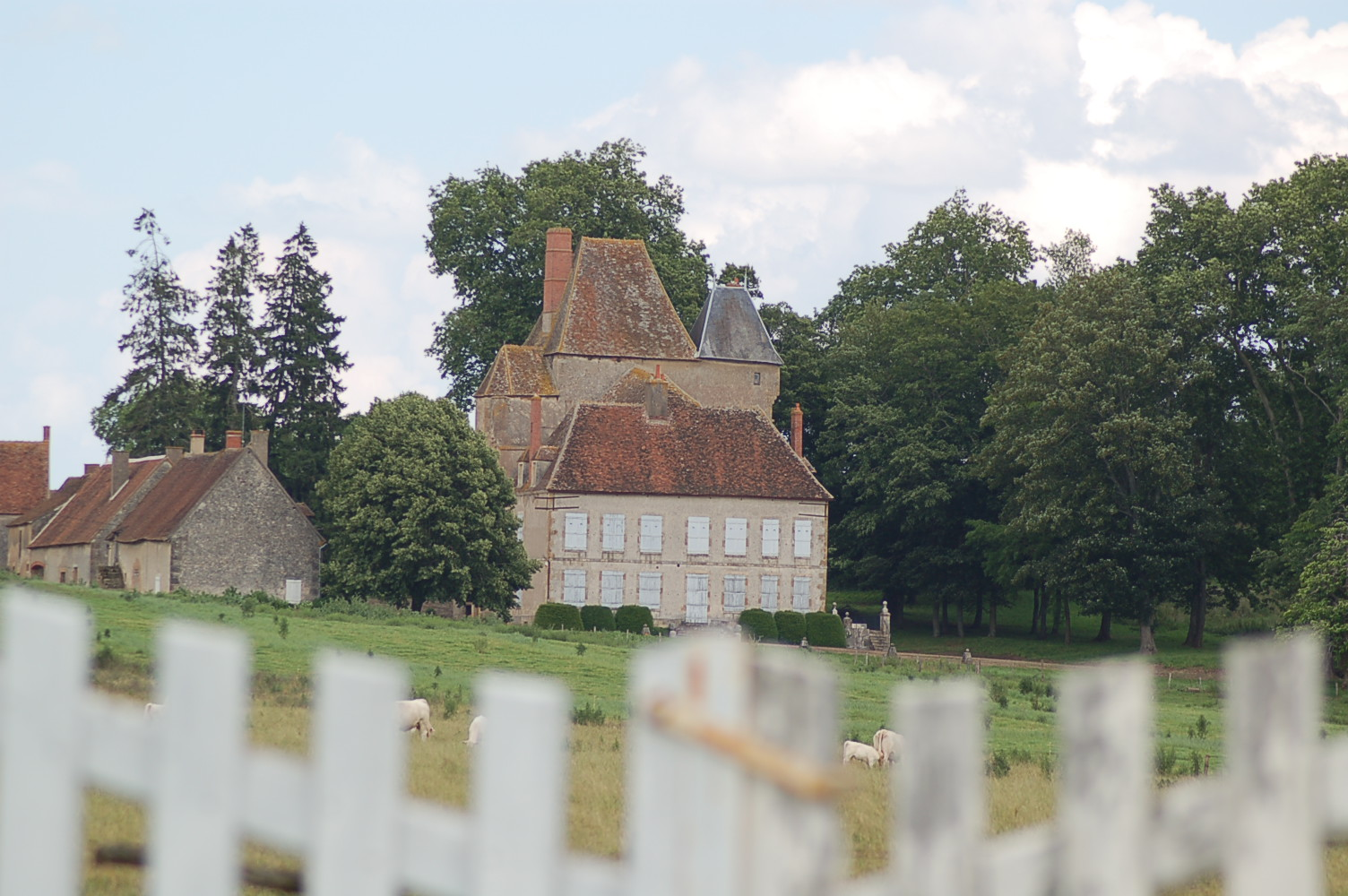
Замок Крёзе
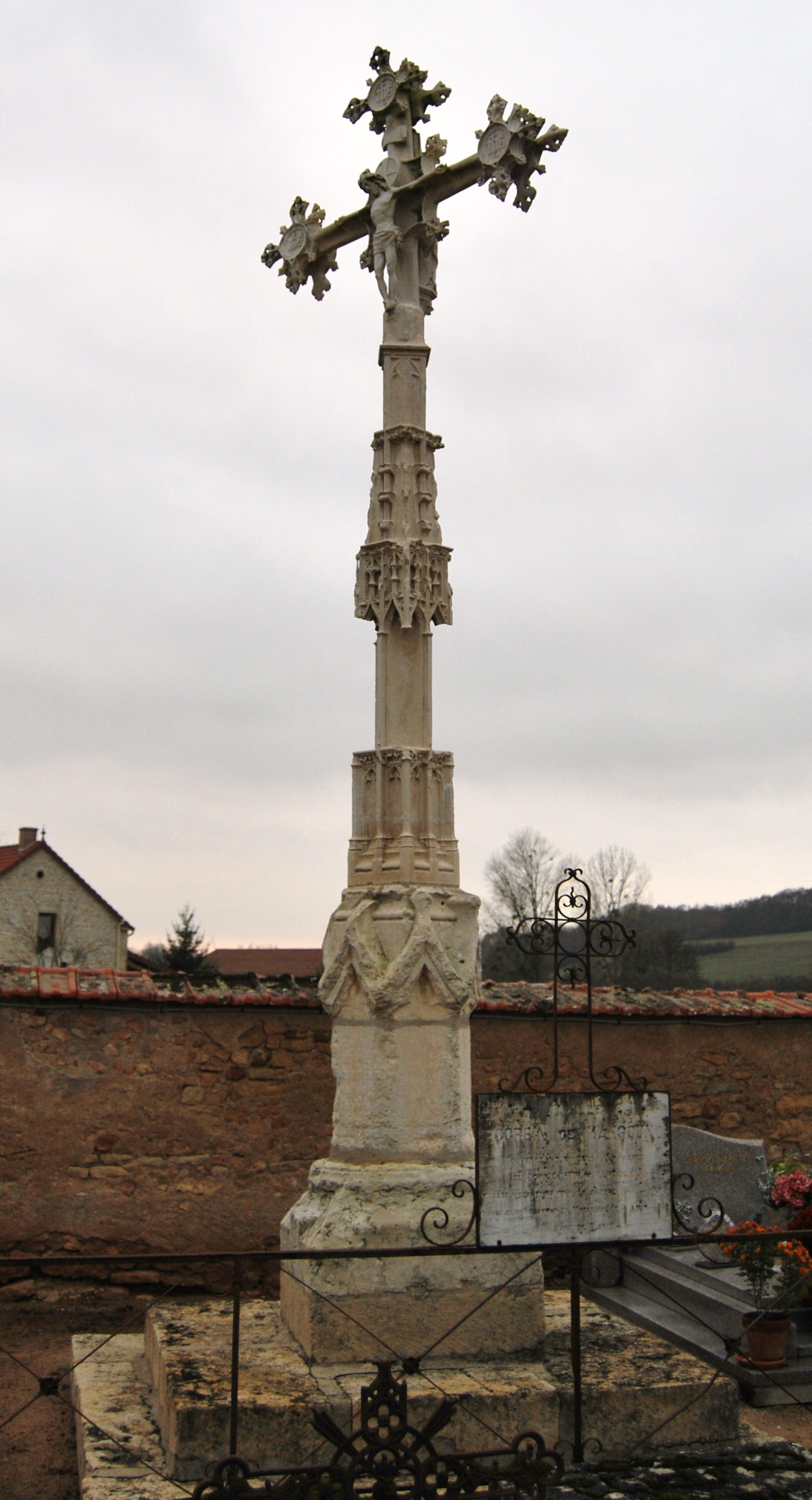
Крест на кладбище
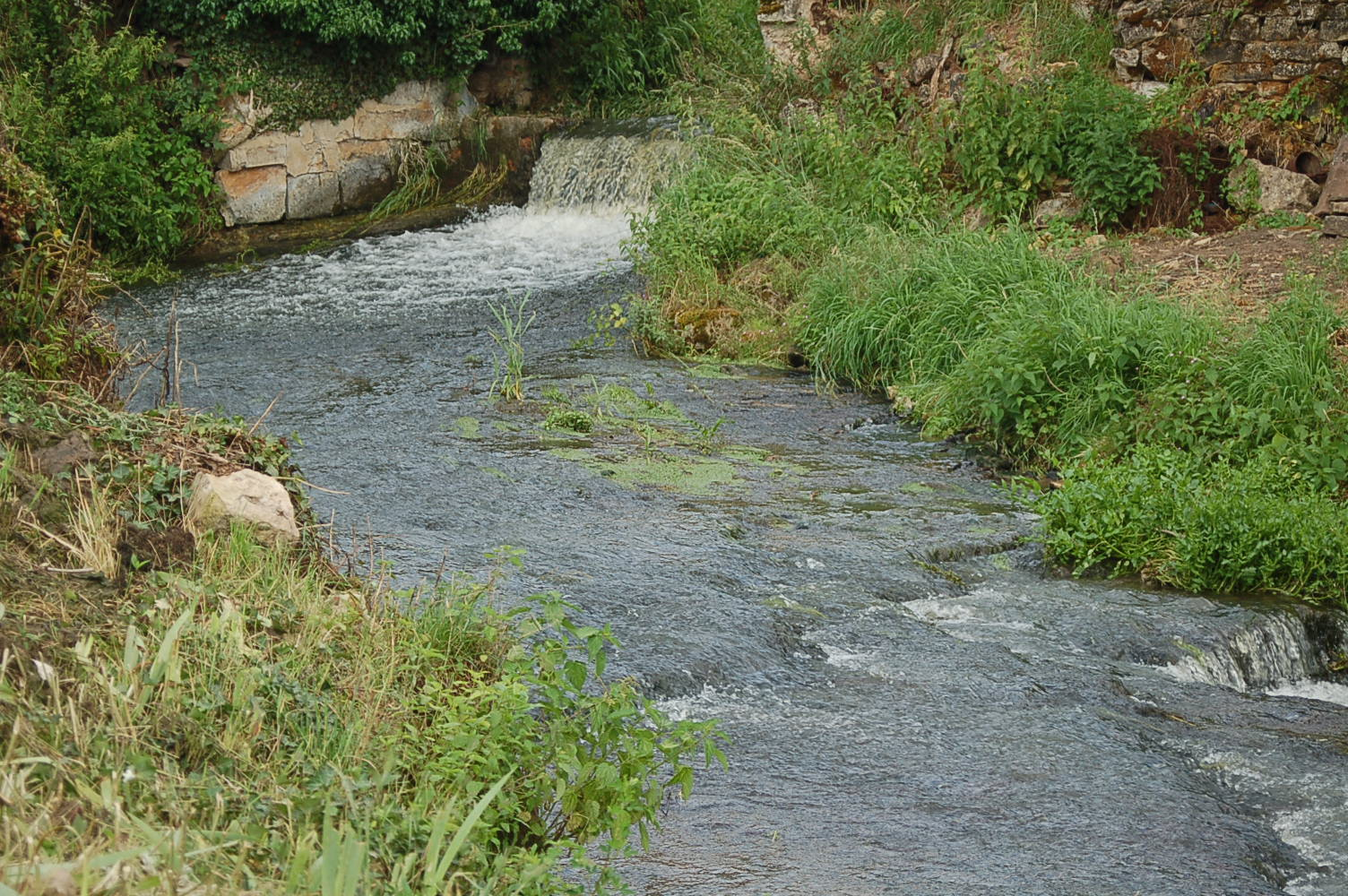
Река Шиньон